# Zaman
A Zaman egy török napilap, melynek Európában is vannak testvérlapjai. Az újság köztudottan, de hivatalosan nem elismerten a Fethullah Gülen nevével fémjelzett Fény Társasága (Cemaat-i nur) sajtóorgánuma. A szó arab eredetű, jelentése: „idő”.
Az újságot nem kedvelők saman-nak, azaz szénának nevezik. Pártolói szerint pedig ha a zaman szó betűit felcserélik kijön a namaz szó, ami viszont az iszlám imát jelenti.